# Збірна Росії з пляжного футболу
Збірна Росії з пляжного футболу — національна збірна, що представляє Росію в міжнародних турнірах з пляжного футболу. Куратором команди є Російський футбольний союз.
Клубні змагання з пляжного футболу в РФ (чемпіонат і кубок) вважаються одними з найсильніших у світі. В ньому грають пляжні команди відомих спортивних товариств Динамо (Москва), Локомотив (Москва), Спартак (Москва), Крила Рад (Самара). ПФК Локомотив — переможець клубного чемпіонату світу 2012 і європейського Кубку чемпіонів 2013. У її складі виступали титуловані "пляжники" з Росії, Швейцарії, України, Португалії та Бразилії.
Збірна Росії — чемпіони світу 2011 року, переможці Євроліги 2013 року.

## Склад команди
Дійсний на серпень 2013
| № | Поз. | Нац.  | Гравець            |
| - | ---- | ----- | ------------------ |
| 1 | ВР   | Росія | Андрій Бухлицький  |
| 2 | ЗХ   | Росія | Юрій Горчинський   |
| 4 | ЗХ   | Росія | Алєксій Макаров    |
| 5 | ЗХ   | Росія | Юрій Крашенінніков |
| 6 | ПЗ   | Росія | Дмитрій Шишин      |
| 7 | ПЗ   | Росія | Антон Шкарін       |

| №  | Поз. | Нац.  | Гравець            |
| -- | ---- | ----- | ------------------ |
| 8  | ПЗ   | Росія | Ілля Леонов        |
| 9  | НП   | Росія | Єгор Шайков        |
| 11 | НП   | Росія | Єгор Єремєєв       |
| 14 | НП   | Росія | Анатолій Перемєтін |
| 15 | НП   | Росія | Кірілл Романов     |
| 12 | ВР   | Росія | Даніла Іпполітов   |

Тренер:  Михаїл Ліхачов.